# Albert Selimov
Albert Shevketovich Selimov (en russe : Альберт Шевкетович Селимов) est un boxeur russe naturalisé azerbaïdjanais, et d'origine lezghienne, né le 5 avril 1986 à Kaspiisk dans la république socialiste soviétique autonome du Daghestan.

## Carrière
Champion du monde de boxe amateur à Chicago en 2007 dans la catégorie poids plumes et médaillé de bronze à Milan en 2009 en poids légers, sa carrière est également marquée par deux titres européens à Moscou en 2010 (poids légers) et à Plovdiv en 2006 (poids plumes).

## Palmarès

### Jeux olympiques
- Battu au premier tour des Jeux de 2008 à Pékin, Chine

### Championnats du monde de boxe
- Médaille d'or en -57 kg en 2007 à Chicago, États-Unis
- Médaille de bronze en -60 kg en 2009 à Milan, Italie

### Championnats d'Europe de boxe
- Médaille d'or en -60 kg en 2010 à Moscou, Russie
- Médaille d'or en -57 kg en 2006 à Plovdiv,  Bulgarie